# Голем
Го́лем (/ˈɡoʊləm/; ивр. גּוֹלֶם‬‎, gōlem) — мифическое существо в еврейской мифологии, полностью созданное из неживой материи, обычно глины или грязи. В Псалмах и средневековых писаниях слово «голем» использовалось как термин для аморфного, бесформенного материала.
В одной из самых известных легенд о големе фигурирует Иуда Лёв бен Бецалель, пражский раввин конца XVI века. В разных рассказах подробности оживления и управления големами различаются. Согласно еврейскому журналу «Момент», «голем — это очень изменчивая метафора с, казалось бы, безграничным символизмом. Он может быть как жертвой, так и злодеем, мужчиной или женщиной, а иногда и тем, и другим». Образ голема вошёл в современную популярную культуру, часто появляется в произведениях ужасов (как чудовище) и фэнтези (как своего рода магический робот).

## Этимология
Термин «голем» встречается один раз в Танахе («Зародыш мой (ивр. גָּלְמִי‎) видели очи Твои» (Пс. 138:16)), где используется слово גלמי (голми: «мой голем»), означающее "сырой, необработанный материал, или «незавершенного человека» в глазах Бога. В Мишне этот термин используется для обозначения некультурного человека: «Семь особенностей присущи болвану (ивр. גֹּלֶם‎) и семь – умному (Пиркей авот 5:7).
В современном иврите слово «голем» означает «тупой» или «беспомощный». Либо используется как метафора для неразумного болвана или существа, которое служит человеку под его полным контролем, но при этом может враждебно относиться к нему, если контроль вдруг будет утрачен. В идиш слово «голем» перешло в форме «гойлем», что означает кого-то, кто находится в апатии или ступоре.

## Легенда

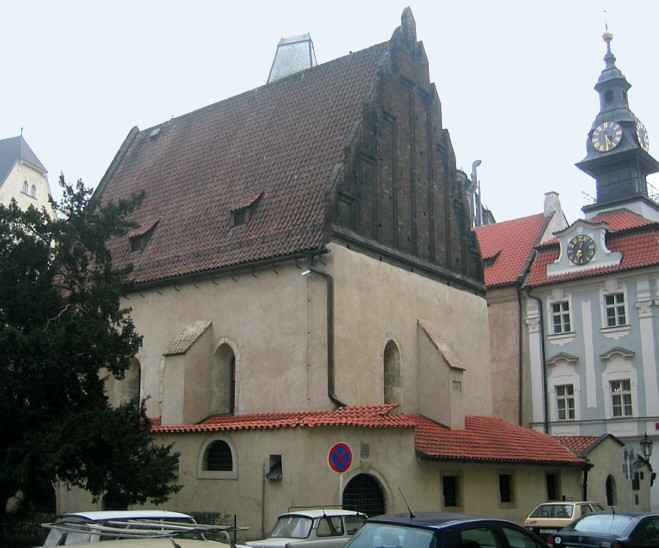
Пражская синагога, где, по преданию, хранятся останки голема

Голем — глиняный великан, которого, по легенде, создал праведный раввин Лёв для защиты еврейского народа. Весьма распространённая, возникшая в Праге еврейская народная легенда об искусственном человеке («големе»), созданном из глины для исполнения разных «белых» работ, трудных поручений, имеющих значение для еврейской общины, и главным образом для предотвращения кровавого навета путём своевременного вмешательства и разоблачения.
Исполнив своё задание, голем превращается в прах. Создание голема народная легенда приписывает знаменитому талмудисту и каббалисту — главному раввину Праги, Махаралю Йехуде Бен Бецалелю, который оживил истукана, вложив ему в рот так называемый «шем», или тетраграмматон. Голем будто бы возрождается к новой жизни каждые 33 года. Легенда эта относится к началу XVII века. Известны и другие големы, созданные по народному преданию разными авторитетными раввинами — новаторами религиозной мысли. Так, например уже в некоторых текстах «Большого Ключа Соломона», написанных в XVI веке, присутствуют методики по созданию «камня», который создаётся из глины, крови и иных примесей, этому комку придаётся форма человека и провозглашается пародийная фраза «да будет человек».
В этой легенде народная фантазия как бы оправдывает противление социальному злу некоторым, хотя бы и робким, насилием: в образе голема как бы легализуется идея усиленной борьбы со злом, переступающая границы религиозного закона; недаром голем по легенде превышает свои «полномочия», заявляет свою волю, противоречащую воле его создателя: искусственный человек делает то, что по закону неприлично или даже преступно для человека живого.

## В массовой культуре

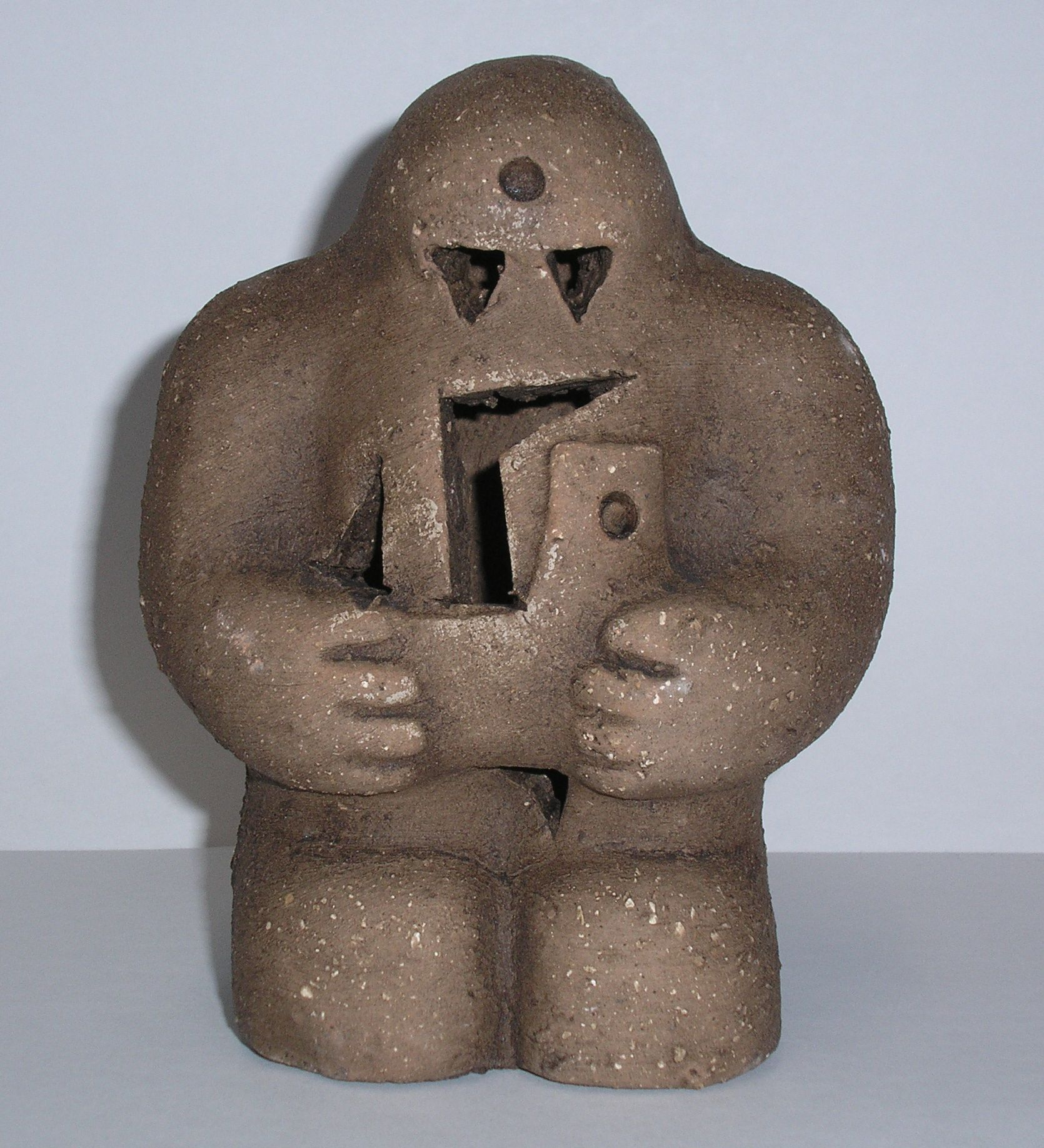
Пражская репродукция Голема

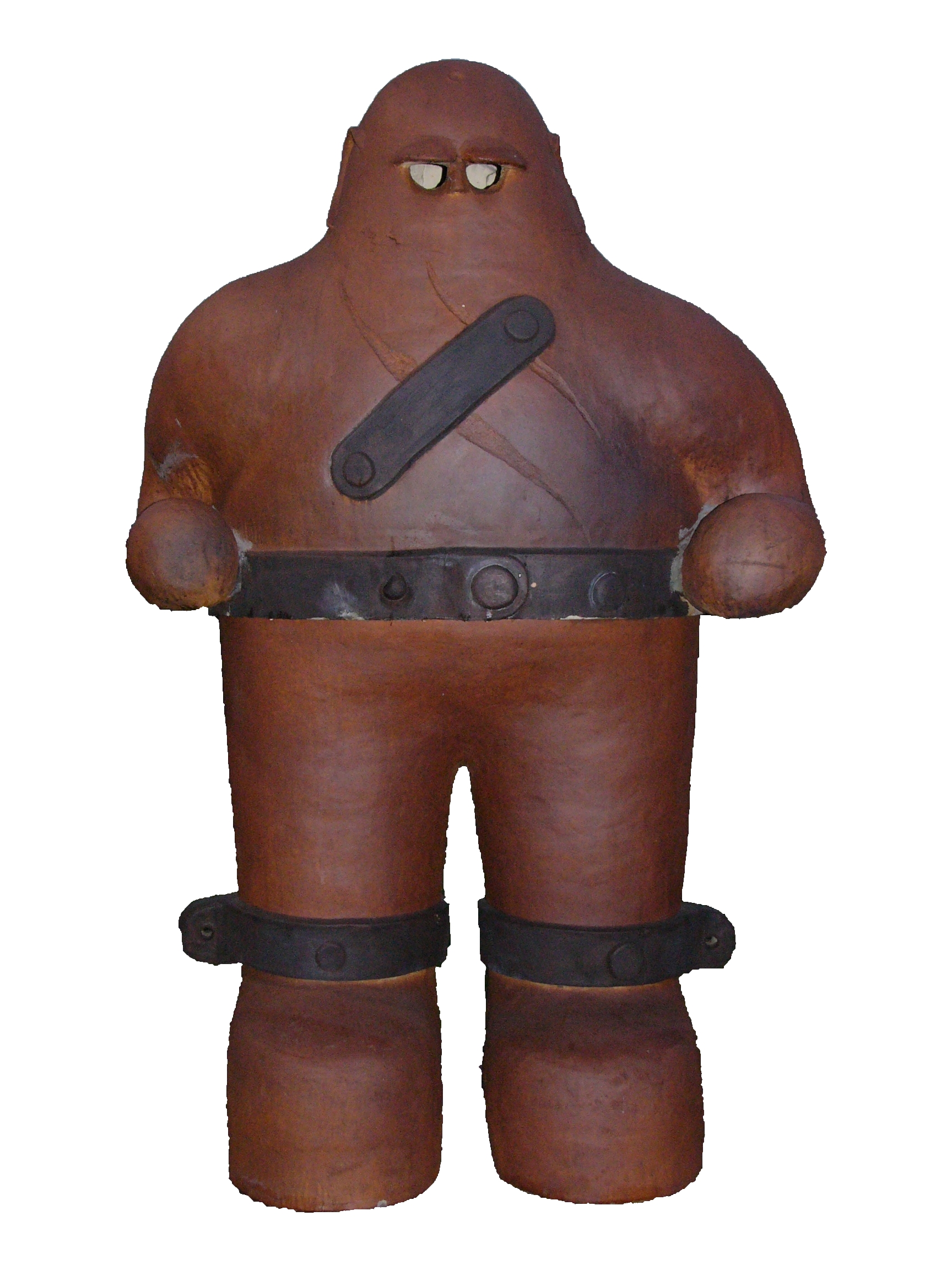
Статуэтка пражского Голема, созданного для фильма Пекарь императора — Император пекарей

Образ голема находит широкое отражение в культуре различных эпох. В частности, големы появляются в следующих произведениях:

#### Западноевропейская литература
В западноевропейскую литературу мотив голема вводят романтики (Арним, «Изабелла Египетская»; на реминисценции этого мотива можно указать у Мэри Шелли в романе «Франкенштейн, или Современный Прометей», у Гофмана и Гейне); для них голем — экзотический (немецкая романтика воспринимает очень остро экзотику гетто) вариант излюбленного ими мотива двойничества. В новейшей литературе известны два значительных произведения на эту тему: в немецкой — роман Густава Майринка и в еврейской — драматическая поэма Г. Лейвика.
«Голем» Майринка по существу — социальная сатира на мессианизм. Он — символ массовой души, охватываемой в каждом поколении какой-то «психической эпидемией», — болезненно страстной и смутной жаждой освобождения. Голем возбуждает народную массу своим трагическим появлением: она периодически устремляется к неясной непостижимой цели, но, как и Голем, становится «глиняным истуканом», жертвой своих порывов. «Голем» — это книга, в которой обретают зловещую реальность древние каббалистические образы и мистическая подоплёка обыденной жизни. Человек, по Майринку, всё более и более механизируется жестокой борьбой за существование, всеми последствиями капиталистического строя, и он такой же обречённый, как и голем. Это глубоко пессимистическое произведение следует рассматривать как художественную реакцию на  со стороны средней и мелкой буржуазии.
- В 1908 году была напечатана пьеса «Голем» Артура Холичера.
- В романе Томаса Манна «Иосиф и его братья» Иаков, уверовав в смерть любимого сына Иосифа, в своём безумии страдания обсуждает со своим старшим рабом Елиезером план воссоздания Иосифа путём сотворения голема.
- Легенду о глиняном чудище, созданном в Праге в конце XIV века, пересказал для детей нобелевский лауреат Исаак Башевис-Зингер[10].
- Станислав Лем написал в 1973 году рассказ «Голем XIV» (пол. Golem XIV).
- В 2013 году вышел роман Хелен Уэкер «Голем и джинн», написанный в стиле магического реализма. Был номинирован на премию «Небьюла».

#### Русская народная сказка
Очень похожа на легенду о големе сказка о Глиняном Парне и Снегурочке.

#### Русская литература
В русской литературе можно отметить роман Олега Юрьева «Новый Голем, или Война стариков и детей», в котором големический миф используется для ядовитой цивилизационной сатиры: в романе, среди прочего, рассматриваются три варианта истории Голема, якобы похищенного нацистами (в целях создания «универсального солдата») с чердака Староновой синагоги в Праге. Герой романа, «петербургский хазарин» Юлий Гольдштейн, сталкивается со следами Голема (и с ним самим) и в Америке, и в Петербурге, и в Жидовской Ужлабине — Юденшлюхте, городке на чешско-немецкой границе, где во время войны проводились испытания «големического оружия». Также у фантастов братьев Стругацких в повести «Понедельник начинается в субботу» имеется упоминание о Бен Бецалеле и Големе.
К образу Голема (в качестве сравнения) нередко прибегает писатель и публицист Максим Калашников.
Писатель Григорий Климов в романе «Моё имя легион» (глава № 17 «Чистилище») упоминает спецпроект 13-го отдела КГБ СССР «Голем».
В серии книг «Тайный город» Вадима Панова очень часто употребляются големы как боевые, так и для домашнего обихода.
Голем упоминается в поэме Елены Шварц «Прерывистая повесть о коммунальной квартире».
Голем становится героем одноимённого стихотворения Анны Горенко из цикла «Песни мёртвых детей».
Пражская легенда о Големе упоминается в романе Дины Рубиной «Синдром Петрушки».
«Глиняный бог». По сюжету повести, французский химик получает предложение поработать в отдаленной местности в Северной Африке, где, как оказалось, бывшими нацистами проводятся антигуманные военные эксперименты с целью создания идеального солдата. С помощью специальных веществ весь углерод в организме человека постепенно заменяется на кремний, что делает его послушным, неуязвимым для пуль и неспособным говорить монстром. Ненадёжные сотрудники лагеря тоже превращаются в подопытных. В итоге, главному герою удаётся пустить в систему, из которой пьют кремнийорганические люди, смертельную для них воду.

#### Поэзия
Более углублённо трактует голема еврейский поэт Лейвик. Голем для него символ пробуждающейся народной массы, её революционной, ещё неосознанной, но могучей стихии, стремящейся окончательно порвать с традициями прошлого; ей это не удается, но она возвышается над своим вождём, противопоставляет ему свою личную волю, стремится подчинить его себе. Философская углубленность образа выражается в том, что творение, насыщенное социальными потенциями, продолжает и хочет жить своей собственной жизнью и соперничает со своим творцом. Лейвик в своём «Големе» вышел за пределы легенды, расширил её, запечатлев в нём грозные предчувствия грядущих социальных катастроф, отождествив его с массой, которая больше не хочет быть орудием сильных и имущих.
Стихотворение Х. Л. Борхеса «Голем» описывает голема как неудавшуюся копию человека.

#### Фантастика
Идея Голема, как существа, созданного искусственно для выполнения работы, является предшествующей идее робототехники. При этом, факт проявления Големом мышления, не предусмотренного создателем, позже широко используется в сюжетах «восстания машин».
В творчестве писателей-фантастов голем нередко рассматривается и используется в качестве примитивного робота с заложенной в него программой. В отличие от магического оживления голема, используемого в жанре фэнтези, в фантастике для этого используются процессы, основанные на реальных или вымышленных физических законах. Нередки случаи, когда для оживления голема необходимо подобрать буквенный код.
Такой образ голема встречается в произведениях современных писателей:
- Лазарчук А., Успенский М. «Посмотри в глаза чудовищ» — описана монотонная работа сотрудников Аненербе по подбору такого буквенного кода с целью создания идеальных и послушных воле нацистской Германии солдат.
- Чан Т. «72 буквы» — о применении к живой материи принципа наложения слова (непременно из 72 букв еврейского алфавита, расположенных по 12 в 6 рядов) в массовом производстве глиняных големов. Учёные в области генной инженерии доказывают, что через несколько поколений человечество утратит способность к размножению. И вот в качестве решения этой проблемы, главный герой повести предлагает втравить в сперматозоид человека это самое слово, которое способствует продолжению рода големов в течение одного цикла, с целью наследования факта воспроизведения человеком[12].
- Голем является одним из главных героев (хоть и на 100 % виртуальным) экспериментального романа Альфреда Бестера «Голем 100», написанного в 1980 году. Здесь голем возникает на свет из глубин подсознания барышень-«пчёлок», которые развлечения ради занимаются вызовом сатаны. Вызванный из небытия дух-голем вселяется в мужчин и женщин, пробуждая в них самые низменные инстинкты, и в конце концов изменяет всю цивилизацию. Естественно, в худшую сторону.
- Голем фигурирует в эпизоде романа Умберто Эко «Маятник Фуко».
- Одним из персонажей романов Терри Пратчетта «Ноги из глины» и «Патриот» является голем Дорфл. В Плоском мире запрещено создание големов, так как создание жизни (пусть даже и такой) есть прерогатива богов. Однако ранее созданные големы продолжают использоваться на тяжёлой, опасной и грязной работе.
- Голем как действующее лицо появляется в одном из эпизодов в третьей книге первой трилогии Андрея Валентинова из цикла «Око силы» — «Несущий свет».
- В приложении к сатирико-фантастической повести «Понедельник начинается в субботу» братья Стругацкие дают следующее определение Голему: «Голем — один из первых кибернетических роботов, сделан из глины Львом Бен Бецалелем. (См., например, чехословацкую кинокомедию „Пекарь императора“», тамошний Голем очень похож на настоящего)".
- В романе В. Пелевина «Чапаев и пустота» адъютант Чапаева — башкир по прозвищу Батый — оказывается големом и погибает в конце романа.
- В рассказе чешского писателя Йозефа Несвадбы «Голем 2000».

#### Фэнтези
Големы часто присутствуют в современной литературе и играх жанра фэнтези. Здесь они обычно представляют собой изначально неживых человекоподобных существ, собранных из какого-либо материала (глины, дерева, камня и т. п.) и оживлённых с помощью магии. Как правило, они подчиняются и полностью контролируются создавшими их волшебниками, которые используют их в качестве воинов или работников, так как големы не чувствительны к боли, слабо уязвимы и не устают.
Список фэнтези рассказов и вселенных, в которых присутствует или упоминается голем:
- Големы в Плоском мире Терри Пратчетта.
- В «Игроземье» Кевина Андерсона.
- В трилогии Бартемиуса Джонатана Страуда, во второй книге «Глаз Голема».
- Голем в «Последнем Дозоре» Сергей Лукьяненко.
- «Дорога мага» Л. Кудрявцева.
- В книге А. Сапковского «Божьи воины» главный герой Рейневан, будучи в Праге, пересекается с магом, производящим попытки воссоздать легендарного голема. Исходя из датировки легенды и временных рамок книг, данное событие, судя по всему, анахронизм.
- В серии фэнтези-детективов Даниэля Клугера «Дела магические», действие которых происходит в Месотопотамии, с периодическим опосредованным участием богов соответствующего пантеона, глиняные големы повседневно используются как слуги, «подсадные утки» при магически опасных действиях, а один искусно сделанный голем используется для убийства свидетеля и последующего оговора главного героя.
- Довольно подробно легенда обыгрывается в 12-м томе «Дилана Дога» — «Киллер».
- Серия «Нормальное аномальное» Л. Обуховой и Н. Тимошенко, в 5 книге цикла «Проклятие Пражской синагоги».

#### Публицистика
Образ Голема приобрёл специальное значение в современной российской общественно-политической публицистике после появления в конце 1980-х в самиздате эссе Андрея Лазарчука и Петра Лелика. В статье, где предлагалась оригинальная модель функционирования и развития советской административной системы, «Големом» назывался административный аппарат, понимаемый как информационный организм, преследующий собственные цели, отличные и от целей государства в целом, и от целей отдельных чиновников. Термин «административный Голем» в сходном значении широко использовался такими публицистами, как Сергей Переслегин, Константин Максимов и другими.

### Скульптура
20 мая 2010 года в Познани был установлен памятник Голему работы чешского художника Давида Чёрного.

### Театр
23 ноября 2006 года в театральном дворце Dum u Hybern в Праге состоялась премьера мюзикла «Голем». Музыкальный спектакль написан Карелом Свободой, Зденеком Зеленкой и Лу Фананеком Хагеном и поставлен режиссёром Филипом Ренком. Мюзикл играется на чешском языке и сопровождается английскими субтитрами.

### Кинематограф
- Легенда о Големе стала сюжетной основой для нескольких художественных фильмов. Среди них наиболее известны фильмы «Голем» (1915) и «Голем: как он пришел в мир» (1920) — последний, пересказывающий легенду о создании и первом бунте Голема, считается классическим киновоплощением этого сюжета. Во многом благодаря выразительному исполнению роли Голема Паулем Вегенером, образ оживлённого магией глиняного человека приобрел широкую известность, хотя впоследствии и был потеснен схожим по смыслу образом Чудовища, созданного Франкенштейном. В 1935 году фильм «Голем» снял Жюльен Дювивье.
- В СССР в 1950-е годы прошёл остроумный и зрелищный чешский фильм «Пекарь императора» (чеш. Císařův pekař, pekařův císař, 1951, режиссёр Мартин Фрич), где голем играет важную роль в развитии сюжета.
- В английском фильме 1966 года «Оно!» (It!) герой Родди МакДауэлла использует голема, привезённого в лондонский музей из Праги в корыстных целях. С помощью неограниченных физических возможностей голема он разрушал строения, убивал нежелательных в своей жизни людей и даже пытался добиться расположения девушки, которую любил безответной любовью. Оживить и подчинить голема своей воле герою удалось, когда он положил тому под язык древний свиток, хранившийся в тайнике в теле истукана. Голем, однако, в отличие от классической истории, хотя и не всегда выполнял приказы хозяина, но был верен ему до конца.
- В российском сериале «По ту сторону волков II. Ключи от бездны», снятом Сергеем Русаковичем в 2004 году, есть арка «Операция Голем» про легендарного голема (мифический защитник народа).
- В «Бесславных ублюдках» Квентина Тарантино аналогия с Големом применялась Гитлером к отряду американских евреев, уничтожавших бойцов рейха и бесследно исчезавших, порождая панику среди солдат.
- В сериале «Шерлок», снятом в 2010 году о Шерлоке Холмсе на современный лад, был использован миф о Големе и сопоставлен с громилой-убийцей, который «выдавливал» жизнь из людей голыми руками.
- В сериале «Сверхъестественное» в 13 серии 8 сезона показывается голем, который был создан евреем для борьбы с нацистами-некромантами.
- Аналогичный сюжет используется в 15 серии «Каддиш» 4-го сезона сериала «Секретные материалы», где еврейская девушка и её отец создают голема для мести неонацистам — убийцам её жениха.
- В сериале «Рэй Донован» в 5 серии 1 сезона было упоминание о Големе, герой Эллиота Гулда (Ezra Goodman) сравнивает героя Джона Войта (Mickey Donovan) с мифическим персонажем.
- В сериале «Гримм» в 4 серии 4 сезона еврейский раввин создаёт голема из красной глины для защиты своих родных.
- В первом сезоне сериала «Тайный орден» персонаж Клэй Тёрнер, сосед главного героя по комнате, оказывается големом.
- В сериале «Наследие» в флешбэках 15 серии 1 сезона рассказывается история создания голема, который должен был поглощать опасных сверхъестественных существ.
- В фильме «Голем: Начало» 2018 года Ханна создает глиняного монстра ради спасения общины, которое оборачивается плачевными результатами. Примечательно, что деревенская знахарка в детстве была участницей пражских событий и того самого пражского голема лично встречала.
- В сериале «Клан Сопрано», родственник Шломо говорит ему, на встрече с итальянскими мафиози, что он вырастит Голема, дав долю Сопрано в их семейном гостиничном бизнесе.
- В японском сериале Супер Сэнтай в сезоне Отряд воров — Люпенрейнджеры против Полицейского отряда — Патрейнджеров у персонажа Дестры были гранаты, с помощью которых он мог создавать гигантских големов.
- в 2016 году был снят фильм триллер «Голем» режиссёром Хуан Карлосом Мединой. События киноленты развиваются в Викторианском Лондоне в 1880-м году. В районе под названием Лаймхаус происходит серия ужасающих убийств, объяснить которые какой-то логикой и здравым смыслом попросту невозможно.
- В сериале «Сонная Лощина» в 10 серии 1 сезона появляется голем, неосознанно созданный из куклы одним из героев в детстве для защиты самого себя.
- Голем (2021) — фильм Аркадия Давидовича.

### Мультипликация
- Легенда о Големе легла в основу серии «Истинное лицо монстра» мультсериала «Экстремальные охотники за привидениями».
- Идея о големе как «боевом роботе» была использована в полнометражном аниме «Slayers Great» (ответвлении аниме-сериала «Рубаки»).
- Идея о големах частично использована в аниме «Атака титанов».
- В мультфильме «Настоящий Шлемель[англ.]» злой колдун создаёт голема из глины и оживляет его путём начертания у него на лбу слова «жизнь» на иврите.
- В аниме «Индекс волшебства» Шелли Кромвель призывала голема Элиса при помощи написанных и нарисованных мелом слов и печатей начиная с 20-й серии первого сезона.
- 26-я серия аниме «Soul Eater» посвящена големам, их созданию и свойствам. Действие происходило в деревне Лоэв (Чехия), в которой проживали создатели големов (название деревни, вероятнее всего, является выдуманным).
- В аниме «Тристия» голем является одним из центральных персонажей.
- В полнометражном аниме «Летающий корабль-призрак» голем — робот, уничтожающий город.
- В мультипликационном сериале «Смешарики» голем — глиняный сын Лосяша.
- В мультсериале «Бэтмен будущего» в серии «Голем» голем был конструкционным роботом, а в серии «Дрожь земли» мутировавший под действием опасных отходов отец Джеки обрёл способность создавать земляных големов.
- В аниме «Покемон» Голем — финальная эволюция покемона Джеодуда.
- В аниме 1985 года «D: Охотник на вампиров» граф-вампир называет главного персонажа — дампира Ди големом (недочеловеком и недовампиром). Также в одноимённом романе персонаж Голем Нестрадалец, который может придавать своей поверхностной мускулатуре прочность стали, является одним из бандитов «Дьявольского корпуса»
- В 17-м хеллоуинском эпизоде «Симпсонов» (18-й сезон) второй сюжет посвящен голему (который выглядит как голем из фильма 1915 года), исполняющему желания.
- Сюжет 40-й серии американского мультсериала Гаргульи (1994—1997) выстроен вокруг легенды о Пражском големе и его последующей активации.